# Polyplectropus exallus
Polyplectropus exallus är en nattsländeart som beskrevs av Arturs Neboiss 1989. Polyplectropus exallus ingår i släktet Polyplectropus och familjen fångstnätnattsländor. Inga underarter finns listade i Catalogue of Life.